# Episodi di Your Honor (prima stagione)
La prima stagione della serie televisiva Your Honor è andata in onda negli Stati Uniti d'America dal 6 dicembre 2020 al 14 febbraio 2021 su Showtime.
In Italia è stata trasmessa con un doppio episodio su Sky Atlantic dal 24 febbraio al 24 marzo 2021.
| N° | Titolo originale | Titolo italiano | Prima TV USA     | Prima TV Italia  |
| -- | ---------------- | --------------- | ---------------- | ---------------- |
| 1  | Part One         | Episodio 1      | 6 dicembre 2020  | 24 febbraio 2021 |
| 2  | Part Two         | Episodio 2      | 13 dicembre 2020 | 24 febbraio 2021 |
| 3  | Part Three       | Episodio 3      | 20 dicembre 2020 | 3 marzo 2021     |
| 4  | Part Four        | Episodio 4      | 27 dicembre 2020 | 3 marzo 2021     |
| 5  | Part Five        | Episodio 5      | 3 gennaio 2021   | 10 marzo 2021    |
| 6  | Part Six         | Episodio 6      | 10 gennaio 2021  | 10 marzo 2021    |
| 7  | Part Seven       | Episodio 7      | 17 gennaio 2021  | 17 marzo 2021    |
| 8  | Part Eight       | Episodio 8      | 31 gennaio 2021  | 17 marzo 2021    |
| 9  | Part Nine        | Episodio 9      | 7 febbraio 2021  | 24 marzo 2021    |
| 10 | Part Ten         | Episodio 10     | 14 febbraio 2021 | 24 marzo 2021    |